# Scopifera falsirenalis
Scopifera falsirenalis är en fjärilsart som beskrevs av William Schaus 1916. Scopifera falsirenalis ingår i släktet Scopifera och familjen nattflyn. Inga underarter finns listade.